# Kelsey-Lee Barber
Kelsey-Lee Barber (nacida como Kelsey-Lee Roberts, East London, Sudáfrica, 21 de septiembre de 1991) es una deportista australiana que compite en atletismo, especialista en la prueba de lanzamiento de jabalina.
Participó en los Juegos Olímpicos de Tokio 2020, obteniendo una medalla de bronce en su especialidad. Ganó dos medallas de oro en el Campeonato Mundial de Atletismo, en los años 2019 y 2022.

## Palmarés internacional
| Juegos Olímpicos   | Juegos Olímpicos        | Juegos Olímpicos  | Juegos Olímpicos |
| Año                | Lugar                   | Medalla           | Prueba           |
| ------------------ | ----------------------- | ----------------- | ---------------- |
| 2020               | Tokio (Japón)           | Medalla de bronce | Jabalina         |
| Campeonato Mundial |                         |                   |                  |
| Año                | Lugar                   | Medalla           | Prueba           |
| 2019               | Doha (Catar)            | Medalla de oro    | Jabalina         |
| 2022               | Eugene (Estados Unidos) | Medalla de oro    | Jabalina         |